# Университет Пантеон-Ассас
Университет Пантеон-Ассас (фр. université Panthéon-Assas, также часто упоминается как «Ассас» или «Paris II») государственный французский университет, основной правопреемник факультета права Парижского университета. Ассас является лучшим юридическим университетом Франции. 80 % от общего количества студентов учится на факультетах права, 11 % от общего числа учится на факультетах менеджмента и экономики.

## История

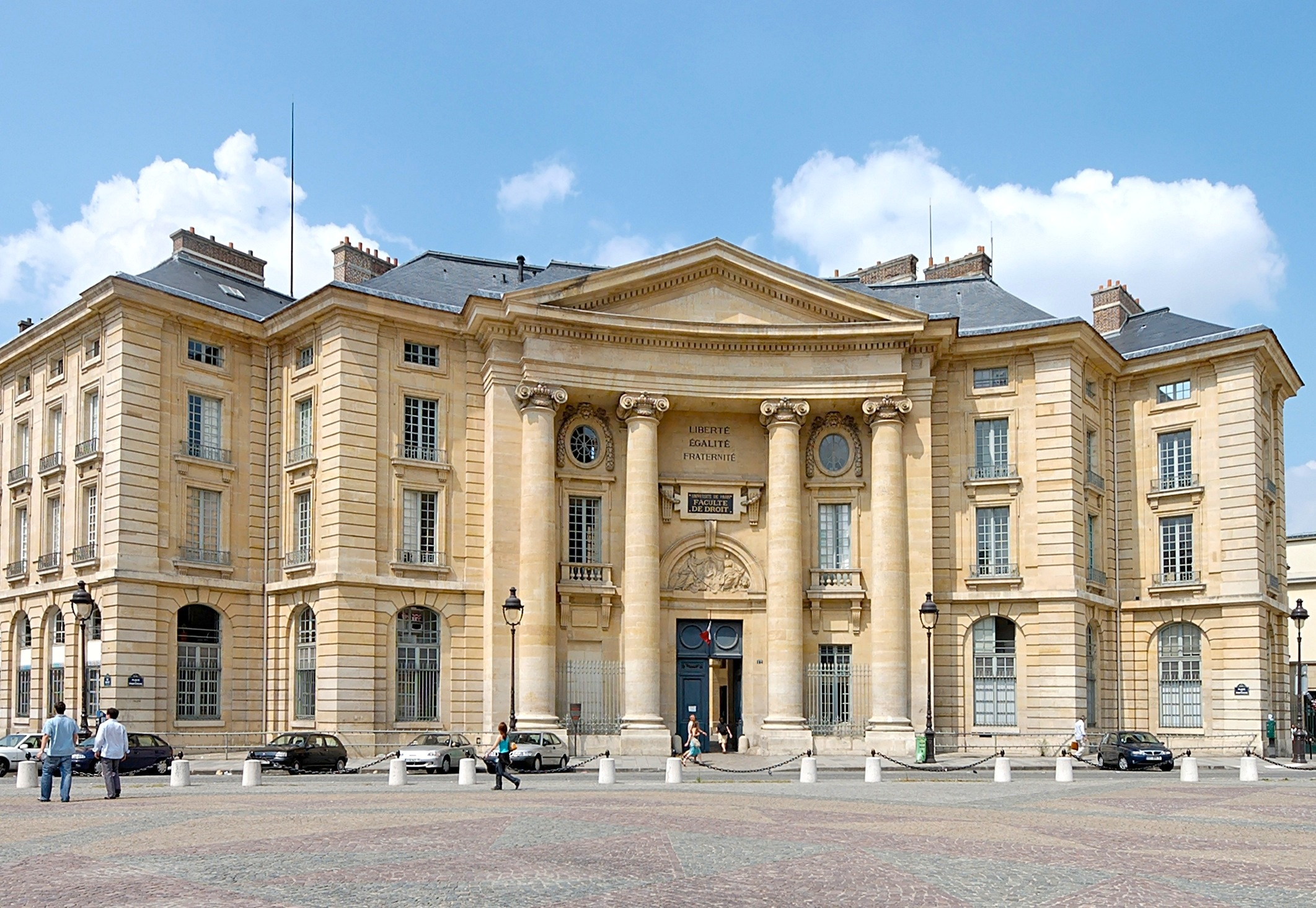

История университета начинается в XIII веке, вплоть до XVII века в университете преподаётся исключительно церковное право. С приходом Кольбера на государственную службу, на факультете начинают преподавать гражданское право. Главное здание, которое и сейчас является административным центром университета, построено в 1770 году. На протяжении XIX и XX веков основное здание достраивалось, в 1960 году построен Центр на улице Ассас. После майских событий 1968 года, Парижский университет разделяется на 13 самостоятельных университетов. Университет Париж II официально основан в 1970 году.

## Структура
В состав университета входят 7 факультетов, 5 докторских школ и 24 центра научных исследований.

### Факультеты[4]
- Факультет бакалавра (первые 3 года обучения) политологии и юриспруденции
- Факультет магистратуры и аспирантуры политологии и юриспруденции
- Университетский институт юриспруденции
- Французский институт журналистики
- Институт подготовки общего ведомства
- Факультет менеджмента и государственного управления
- Факультет экономики и управления

### Межуниверситетское образование
Ассас сотрудничает с такими университетами как Университет Париж-Дофин, Национальная высшая горная школа, Высшая коммерческая школа (НЕС) и Высшая школа экономических и коммерческих наук, сотрудничает с зарубежными университетами и предлагает двойные дипломы:
- Двойной диплом по французскому и немецкому праву с Берлинским и Мюнхенским университетами.
- Двойной диплом по французскому и общему праву с Ирландским национальным университетом
- Двойной диплом по французскому и швейцарскому праву с Университетом Фрибурга
- Двойной диплом по французскому и итальянскому праву с Римским университетом Ла Сапиенца
- Двойной диплом по французскому и испанскому праву с Университетом Барселоны
- Двойной диплом по французскому и колумбийскому праву с Университетом Розарио
- Двойной диплом по геостратегической интернациональной экономике с Вестфальским университетом